# Lijst van betaaldvoetbalclubs in Portugal
Dit is een overzicht van alle voetbalclubs die in het heden of het verleden hebben deelgenomen aan het betaalde voetbal in Portugal.
Zie ook:
- Portugees voetbalelftal
- Voetbal van A tot Z

## A
- Académica Coimbra
- Alverca
- Arouca
- Atlético Clube de Portugal
- Aves

## B
- Barreirense
- Beira-Mar
- Belenenses
- Benfica
- Boavista
- Braga

## C
- Campomaiorense
- Carregado
- Chaves
- Cova da Piedade

## E
- Espinho
- Estoril-Praia
- Estrela Amadora

## F
- Fabril
- Farense
- Fátima
- Feirense
- Freamunde

## G
- Gil Vicente
- Gondomar

## L
- Leça
- Leiria
- Leixões

## M
- Marítimo
- Moreirense

## N
- Nacional
- Naval 1º de Maio

## O
- Olhanense
- Oliveirense

## P
- Paços de Ferreira
- Penafiel
- Portimonense
- Porto

## R
- Rio Ave

## S
- Salgueiros
- Santa Clara
- Sporting Covilhã
- Sporting Lissabon

## T
- Tirsense
- Tondela
- Trofense

## U
- União

## V
- Varzim
- Vitória SC
- Vizela

## Z
Argentinië · 
België · 
Brazilië · 
Duitsland · 
Engeland · 
Frankrijk · 
India · 
Italië ·
Kroatië ·  
Nederland · 
Oostenrijk · 
Portugal · 
Schotland · 
Spanje · 
Turkije